# Thomas de la Vierge
Pour les articles homonymes, voir Thomas de la Vierge (homonymie).
Thomas de la Vierge (1622-1687), dont le nom est souvent latinisé en Thomas a Virgine Maria, est un carme flamand, célèbre pour ses sermons sur la Vierge Marie.

## Biographie

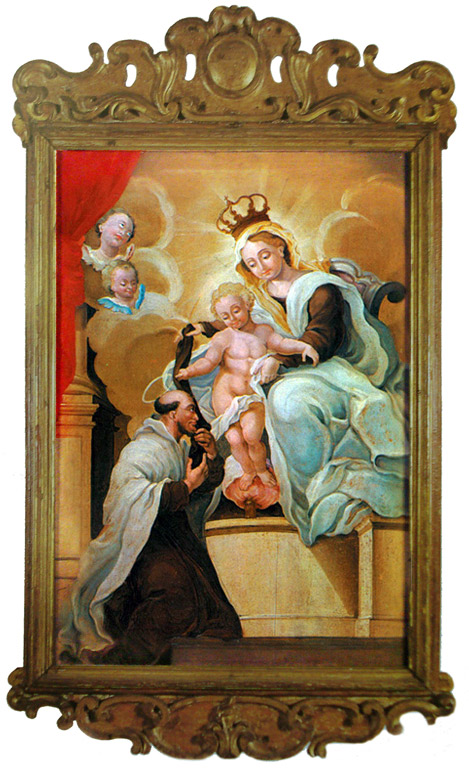
Remise du scapulaire à saint Simon Stock, Mestre Ataíde (XVIII).

On ignore le nom de famille de Thomas de la Vierge. Il est né en 1622 à Audenarde (Belgique) et décédé en 1687 à Geldern (Allemagne). Il a occupé des postes à responsabilité dans plusieurs couvents de la province belge des Grands Carmes, à l'époque de la Réforme de Touraine. Tantôt prieur ou confesseur de religieuses, il est surtout devenu un prédicateur renommé, dont les sermons sur Marie ont été publiés en latin.

## Spiritualité
Thomas s'inscrit dans une tradition carmélitaine de dévotion mariale, que Titus Brandsma fait remonter à l'introduction des Carmes en Europe au XIIIe siècle, époque où s'impose le titre de Fratres beatae Mariae Virginis de Monte Carmeli, particulièrement dans le Nord de l'Europe.
Un peu perdus dans le foisonnement des ordres mendiants récemment créés, les Frères éprouvent alors le besoin de se doter d'une spécificité : ce sera le fameux scapulaire, signe de protection particulière, remis par la Vierge au prieur général de l'ordre, saint Simon Stock. Ces éléments traditionnels se retrouvent chez Thomas, considèrant que le scapulaire permet d'opérer des prodiges, ou qu'il évoque saint Pierre Thomas portant le nom de Marie gravé sur son cœur.

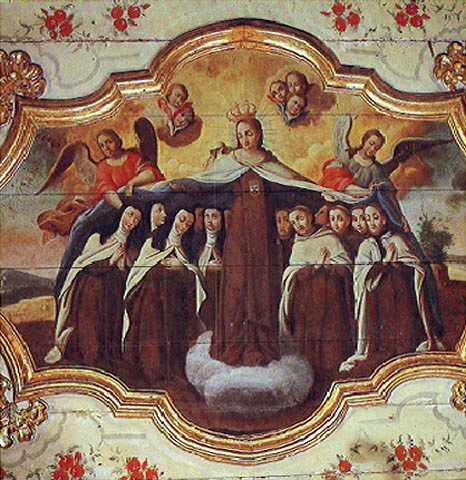
Vierge de Miséricorde entourée de carmélites et de carmes,.

Pour le carme flamand, Carmelus totus Marianus : au Carmel, la Vierge dirige tout, matériellement comme spirituellement, de sorte qu'un membre de l'ordre doit toujours avoir la pensée et le nom de celle-ci sur ses lèvres et au bout de sa plume. En ce sens, Thomas se montre proche de son confrère Michel de Saint-Augustin, théoricien de la Vie en Marie forme. Tous deux se fondent, en effet, sur le principe de médiation maternelle pour proposer une mariologie qui annonce celle de Grignion de Montfort. Comme ce dernier, Thomas s'intéresse au rôle joué par la Vierge dans l'eschatologie : associée à tous les mystères du Christ, Marie doit l'être nécessairement au Jugement dernier, au cours duquel le scapulaire agira comme un talisman. Cependant, contrairement au missionnaire français, il ne développe pas l'idée d'esclavage marial, mais préfère insister sur la tendresse de la Mère Aimable, en évoquant le statut de frère ou de fils. Passant de la piété à la théologie, il a développé une mariologie maximaliste, dont la critique contemporaine déplore qu'elle soit excessivement fondée sur des arguments d'autorité.

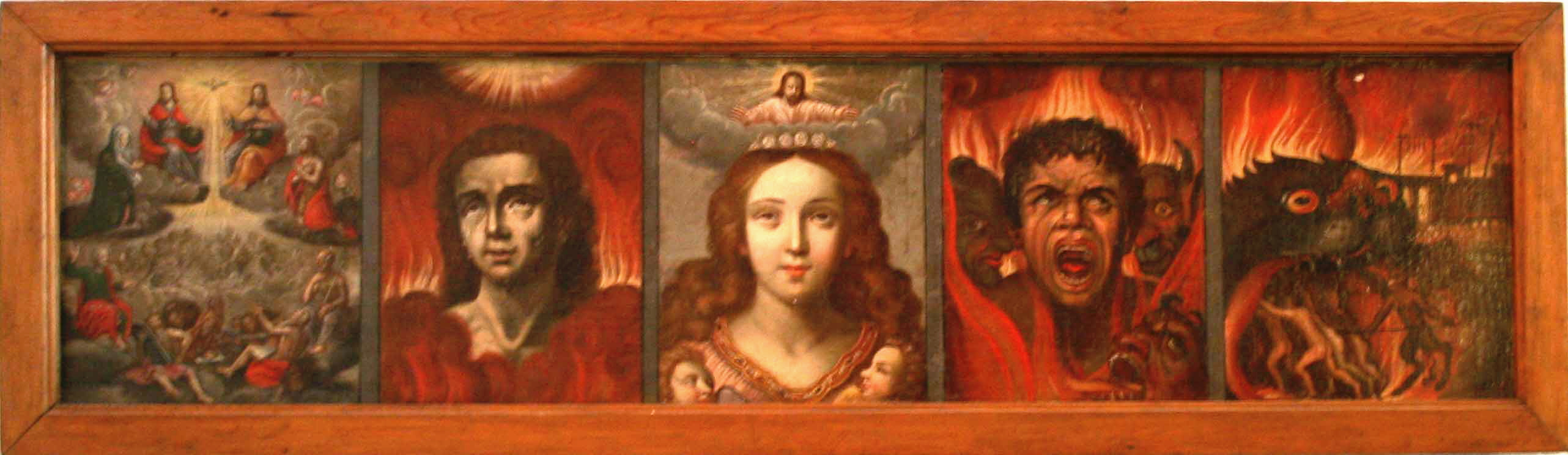
Représentation des fins dernières à l'âge baroque.

## Ouvrages
- (la) Thomas de la Vierge, Concordia evangelica Christi cum maria super quodlibet Evangelium Dominicale concionem complectens bipartitam, Anvers, Apud Michaelem Cnobbaert, 1673, 288 p.. (1re partie : De Christo evangelizante; 2me partie : Deipara cum Christo concordante).
- (la) Thomas de la Vierge, Typus gratiarum B. V. Mariae sive discursus morales praedicabiles ad fidelium in animas devotionem erga Deiparam instillandum, Cologne, 1687.